# Natnael Berhane
Pour les articles homonymes, voir Berhane.
Natnael Teweldemedhin Berhane, né le 5 janvier 1991 à Asmara, est un coureur cycliste érythréen.

## Biographie

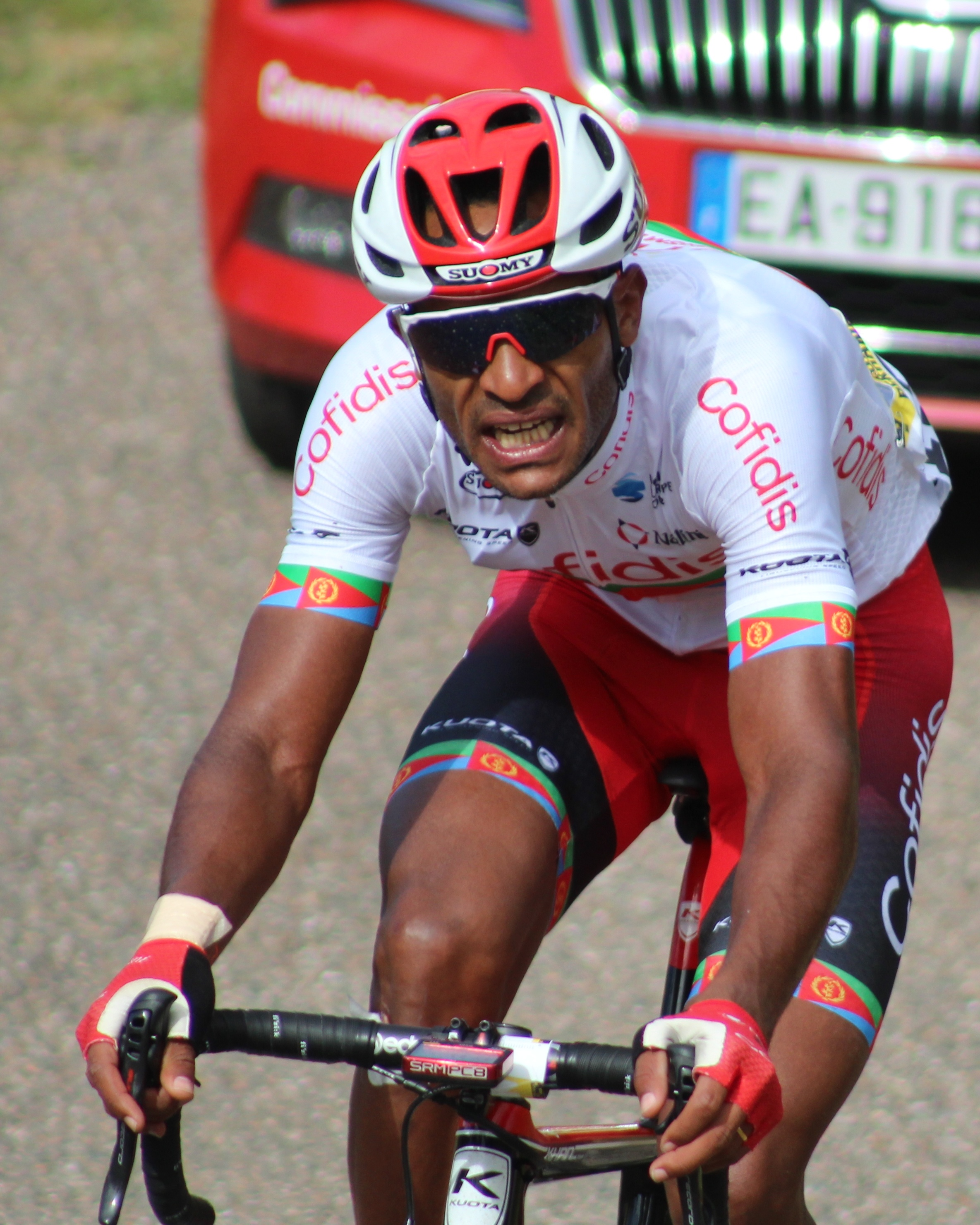
Natnael Berhane lors de la 6e étape du Tour de France 2019.

Grand espoir du cyclisme africain, il devient en 2011 pensionnaire du Centre mondial du cyclisme. Il remporte en novembre 2011 deux médailles d'or aux championnats d'Afrique de cyclisme sur route à Asmara et termine la saison 10e de UCI Africa Tour en tant que meilleur coureur de moins de 23 ans. 
En 2012, il est pendant un mois stagiaire chez l'équipe amateur française Vendée U. Il est engagé par Europcar pour la saison 2013. En avril, il remporte la 3e étape du Tour de Turquie et le  classement général après le déclassement de Mustafa Sayar, contrôlé positif lors du Tour d'Algérie.
En 2014, il s'adjuge le classement général de la Tropicale Amissa Bongo devant Luis León Sánchez et Egoitz García. Il devient aussi champion d'Érythrée du contre-la-montre. Il dispute son premier grand tour, le Tour d'Espagne. En décembre 2014, il termine troisième du prix du cycliste africain de l'année derrière son compatriote Mekseb Debesay et le Sud-Africain Louis Meintjes.
Natnael Berhane est recruté en 2015 par l'équipe sud-africaine MTN-Qhubeka. Aux championnats d'Afrique, en janvier, il est à nouveau médaillé d'or du contre-la-montre par équipes avec la formation érythréenne, et sixième de la course en ligne. En juin, il est champion d'Érythrée sur route, et troisième du championnat national contre-la-montre. Fin 2015 il prolonge le contrat qui le lie à son employeur.

## Palmarès
- 2010
  - Tour d'Érythrée :
    - Classement général
    - 2e étape

  - 7e étape du Tour du Rwanda
  - 2e du Tour du Rwanda
  -  Médaillé de bronze au championnat d'Afrique sur route espoirs
- 2011
  -  Champion d'Afrique sur route
  -  Champion d'Afrique sur route espoirs
  -  Champion d'Afrique du contre-la-montre par équipes (avec Freqalsi Abrha, Daniel Teklehaimanot et Jani Tewelde)
  - 6e étape de la Tropicale Amissa Bongo
  - 1re étape du Tour d'Algérie
  - 2e du Tour de Berne
  - 3e du Tour d'Algérie
- 2012
  -  Champion d'Afrique sur route
  -  Champion d'Afrique sur route espoirs
  -  Champion d'Afrique du contre-la-montre par équipes (avec Fregalsi Debesay, Daniel Teklehaimanot et Jani Tewelde)
  - Tour d'Algérie :
    - Classement général
    - 3e étape

  - Tour du Chablais
  - 2e du Prix des Vins Henri Valloton
  - 2e du Circuit des Deux Provinces
  -  Médaillé de bronze au championnat d'Afrique du contre-la-montre espoirs
  - 7e du championnat d'Afrique du contre-la-montre
- 2013
  -  Champion d'Afrique du contre-la-montre par équipes (avec Meron Russom, Daniel Teklehaimanot et Meron Teshome)
  - Tour de Turquie :
    - Classement général[n 1]
    - 3e étape
- 2014
  -  Champion d'Érythrée du contre-la-montre
  - Classement général de la Tropicale Amissa Bongo
- 2015
  -  Champion d'Afrique du contre-la-montre par équipes (avec Mekseb Debesay, Daniel Teklehaimanot et Merhawi Kudus)
  -  Champion d'Érythrée sur route
  - 3e du championnat d'Érythrée du contre-la-montre
- 2017
  - 2e du championnat d'Érythrée du contre-la-montre
- 2018
  - 10e du Tour du Guangxi
- 2019
  -  Champion d'Érythrée sur route
  -  Médaillé d'argent du contre-la-montre par équipes aux Jeux africains
- 2023
  - 3e étape du Tour de Maurice
  - 2e du Grand Prix Kültepe
  - 3e de la Courts Mamouth Classique de l'île Maurice
- 2024
  - Grand Prix Soğanlı
  - 2e du Grand Prix Antalya
  - 3e du Tour du Maroc

## Résultats sur les grands tours

### Tour de France
2 participations
- 2016 : 125e
- 2019 : 86e

### Tour d'Italie
3 participations
- 2017 : 59e
- 2018 : 83e
- 2021 : abandon (15e étape)

### Tour d'Espagne
3 participations
- 2014 : 148e
- 2015 : 79e
- 2020 : abandon (5e étape)

## Classements mondiaux
| Année                                 | 2010 | 2011 | 2012  | 2013 | 2014 | 2015 | 2016 | 2017  | 2018  | 2019 | 2020  | 2021 | 2022  | 2023 | 2024 |
| ------------------------------------- | ---- | ---- | ----- | ---- | ---- | ---- | ---- | ----- | ----- | ---- | ----- | ---- | ----- | ---- | ---- |
| UCI World Tour                        |      |      |       |      | nc   |      | 205e | 301e  | 212e  |      |       |      |       |      |      |
| Classement mondial                    |      |      |       |      |      |      | 452e | 1008e | 802e  | 270e | 1703e | nc   | 2511e | 507e | nc   |
| UCI Europe Tour                       | nc   | nc   | 1141e | 91e  |      | 403e | 864e | nc    | 1381e |      |       |      |       |      |      |
| UCI Asia Tour                         | nc   | nc   | nc    | nc   |      | 322e | 130e | nc    | 513e  |      |       |      |       |      |      |
| UCI America Tour                      | nc   | nc   | nc    | nc   |      | 88e  | nc   | nc    | nc    |      |       |      |       |      |      |
| UCI Africa Tour                       | 12e  | 10e  | 6e    | 11e  |      | 34e  | nc   | 103e  | nc    | 9e   | 70e   | nc   | 152e  | 18e  | 26e  |
|                                       |      |      |       |      |      |      |      |       |       |      |       |      |       |      |      |
| Légende : nc = non classéSource : UCI |      |      |       |      |      |      |      |       |       |      |       |      |       |      |      |

## Distinctions
- Cycliste africain de l'année : 2012